# زيتان
زيتان قرية في منطقة جبل سمعان في محافظة حلب في سوريا. تقع على بعد حوالي 16 كم جنوب غرب مدينة حلب. يحدها من الغرب بلدة الزربة .